# Адам Гнезда Черин
Адам Гнезда Черин (Постојна, 16. јул 1999) је словеначки фудбалер који игра на позицији везног играча за грчког прволигаша Панатенаикос и репрезентацију Словеније.

## Играчка каријера

### Клубови
Дана 2. јула 2022. Гнезда Черин је напустио 1. ФК Нирнберг и потписао четворогодишњи уговор са грчким Суперлигашем Панатинаикосом за наводну цену трансфера од 700.000 евра.

### Репрезентација
Гнезда Черин је за Словенију дебитовао 11. новембра 2020. у пријатељској утакмици против Азербејџана. Почео је утакмицу и замењен је на полувремену.
Ажурирано утакмице одигране до 4. јуна 2024
| Репрезентација | Година | Ута. | Голови |
| -------------- | ------ | ---- | ------ |
| Словенија      | 2020   | 1    | 0      |
| Словенија      | 2021   | 6    | 1      |
| Словенија      | 2022   | 10   | 1      |
| Словенија      | 2023   | 10   | 1      |
| Словенија      | 2024   | 3    | 1      |
| Укупно         | Укупно | 30   | 4      |

Скор и резултати наводе прво број голова Словеније, колона са резултатом показује резултат након сваког гола Гнезде Черина.

## Успеси

### Играчки
Панатинаикос'
- Куп Грчке у фудбалу: победник 2023–24.[7]